# Paul Somohardjo
Paul Slamet Somohardjo (Paramaribo, 2 de mayo de 1943) es un político surinamés de ascendencia javanesa. Actualmente lidera el partido Pertjajah Luhur.

## Biografía
En las elecciones de 1973 fue elegido miembro del parlamento en representación del Partido Nacional de Surinam. A mediados de 1975 abandonó esta formación, pues Somohardjo no era favorable a la independencia inmediata de Surinam al considerar que sería desfavorable para la comunidad javanesa. En 1977 participó en la fundación del partido Pendawa Lima, destinado a la representación de los javaneses. 
Después del fallido intento de golpe de Estado del 11 de marzo de 1982 contra el régimen de Dési Bouterse liderado por Surendre Rambocus, Somohardjo fue arrestado y acusado de participación, siendo detenido en el Fuerte Zeelandia. El 2 de noviembre de ese año, fue puesto en libertad provisional, pero se le dio arresto domiciliario. Tras los asesinatos de Diciembre, Somohardjo decidió huir a los Países Bajos a través de la Guayana Francesa. Cuando llegó allí, en septiembre de 1983, se convirtió en miembro del Consejo para la Liberación de Surinam, organización opositora al régimen de Bouterse liderada por Henk Chin A Sen. En aquellos años se hizo amigo del líder guerrillero Ronnie Brunswijk.
Somohardjo regresó a Surinam en febrero de 1993 y retomó su carrera política. En 1998, Pendawa Lima se transformó en Pertjajah Luhur.
Después de las elecciones de 2000 Somohardjo fue nombrado ministro de Asuntos Sociales y Vivienda en el segundo gobierno de Ronald Venetiaan, ejerciendo el cargo hasta 2003. En 2002 también ejerció brevemente como ministro de Comercio e Industria.
Tras las elecciones de 2005, Somohardjo asumió como presidente de la Asamblea Nacional de Surinam hasta 2010.
Como parlamentario, ha generado polémica al protagonizar episodios de violencia física. También ha sido acusado de estafa.
Posee una radio y una estación de televisión.
En las elecciones generales de 2020 Somhardjo no fue elegido a la Asamblea Nacional.  Fue el parlamentario más antiguo de la Asamblea Nacional de 2016 a 2020. El 1 de julio de 2020, Somohardjo recibió un diagnóstico de COVID-19 positivo. Fue llevado al Hospital Académico Paramaribo en la tarde del 30 de junio. El 3 de julio, fue dado de alta del hospital y en una condición estable.